# Furco (Becerreá)
Furco (llamada oficialmente San Xoán de Furco) es una parroquia y una aldea española del municipio de Becerreá, en la provincia de Lugo, Galicia.

## Organización territorial
La parroquia está formada por cinco entidades de población:
- Casar
- Fontes (As Fontes)[5]
- Furco
- San Pedro
- Sarceada

## Demografía

### Parroquia
| Gráfica de evolución demográfica de Furco (parroquia) entre 2000 y 2019 |
|                                                                         |
| Datos según el nomenclátor publicado por el INE.                        |

### Aldea
| Gráfica de evolución demográfica de Furco (aldea) entre 2000 y 2019 |
|                                                                     |
| Datos según el nomenclátor publicado por el INE.                    |